# اس‌اس ایستلند
اس‌اس ایستلند (به انگلیسی: SS Eastland) یک کشتی بود. کشتی در سال ۱۹۰۳ ساخته شد.